# Bergtatt – Et Eeventyr i 5 Capitler
Bergtatt — Et Eeventyr i 5 Capitler (сокр. Bergtatt; рус. Похищенная в горах: сказка в 5 частях) — дебютный студийный альбом норвежской группы Ulver, выполненный в жанре блэк-метала в сочетании с фолком. Выпуск состоялся в 1994—1995 году на лейбле Head Not Found.
При создании альбома группа отталкивалась от народных сказаний Норвегии, древней литературы, художников и писателей. Сюжет текстов лидера и вокалиста коллектива Кристофера Рюгга основывается на известных норвежских мифах о людях, заблудившихся в лесах, и обитателях этих лесов — тёмных существах.
Альбом был положительно воспринят в прессе, в частности критики высоко оценивали атмосферу Bergtatt и сочетание чистого вокала с экстремальным. Многие издания признали работу одной из лучших в жанре, указывали на новаторский стиль и влияние на жанр блэк-метала в целом.

## История создания

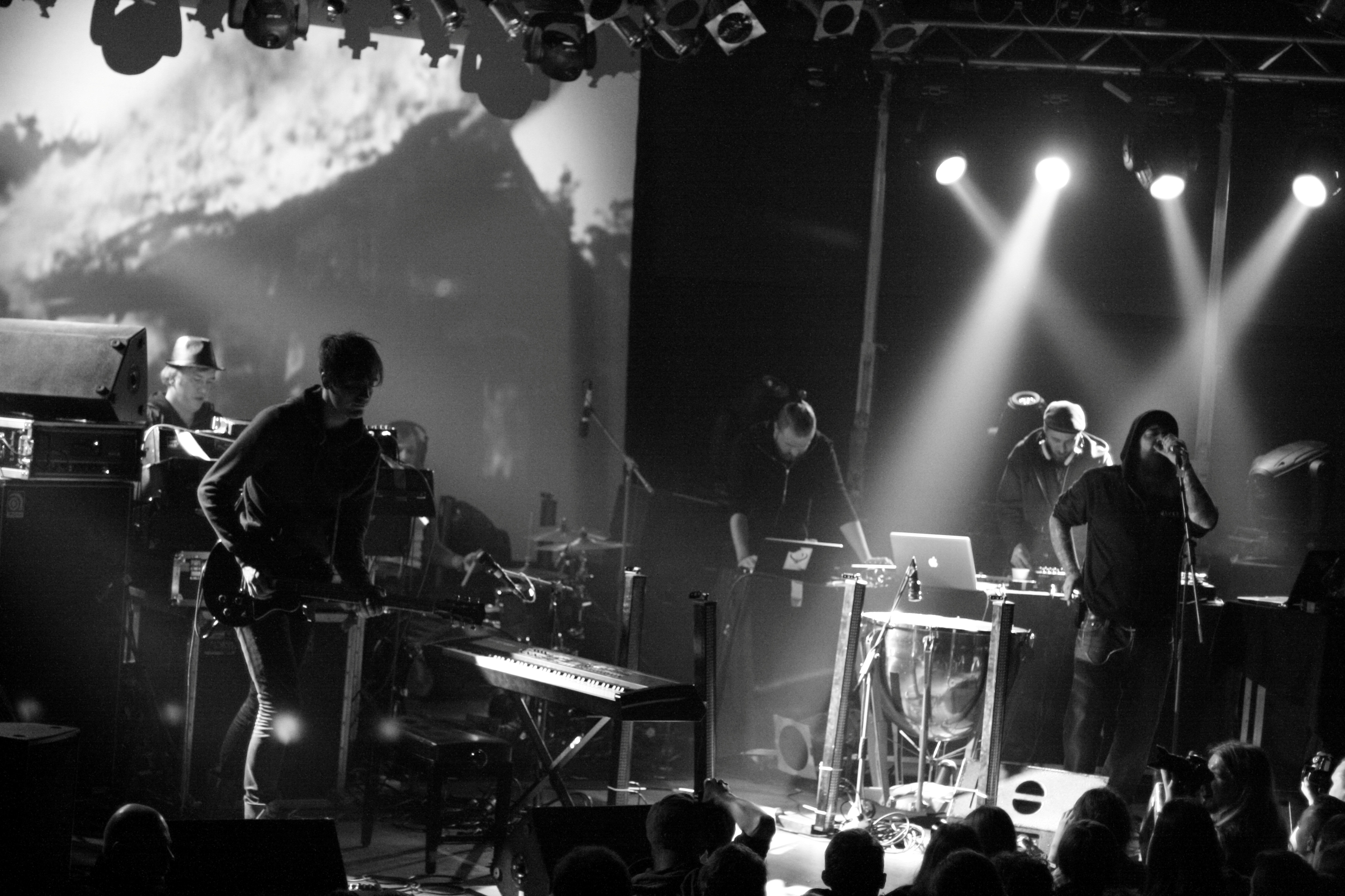
Концерт группы Ulver в Кракове

### Предыстория
Музыкальный проект Ulver был основан в Норвегии в конце 1992 года. Лидер группы, Кристофер Рюгг, был вдохновлён зарождающимися норвежскими блэк-метал группами, такими как Immortal, Mayhem и прочими. Он заинтересовался экстремальными жанрами, когда посетил магазин Helvete, торговавший музыкальной атрибутикой. Рюгг собрал группу из шести человек в 1993 году. У молодого коллектива, утверждал исследователь блэк-метала Дайал Паттерсон, имелся нестандартный взгляд на жанр в целом, который выражался в интересе к традициям прошлого.
В 1993 году группа выпустила демо-альбом под названием Vargnatt. Записанные песни демонстрировали влияние фолка и прогрессивного рока. Экстремальное звучание сменяли спокойные мелодии. Следующий релиз был записан в соучастии с группой Mysticum. Вкладом Ulver в совместную работу стала акустическая песня «Ulverytternes Kamp». К этому моменту произошло изменение состава, в конечную пятёрку кроме лидера вошло два гитариста: Ховард Йоргенсен и Торбьорн Педерсен, а вместе с ними басист Хью Мингей и барабанщик Эрик Ланселот, известный также под своим псевдонимом «AiwarikiaR».

### Запись

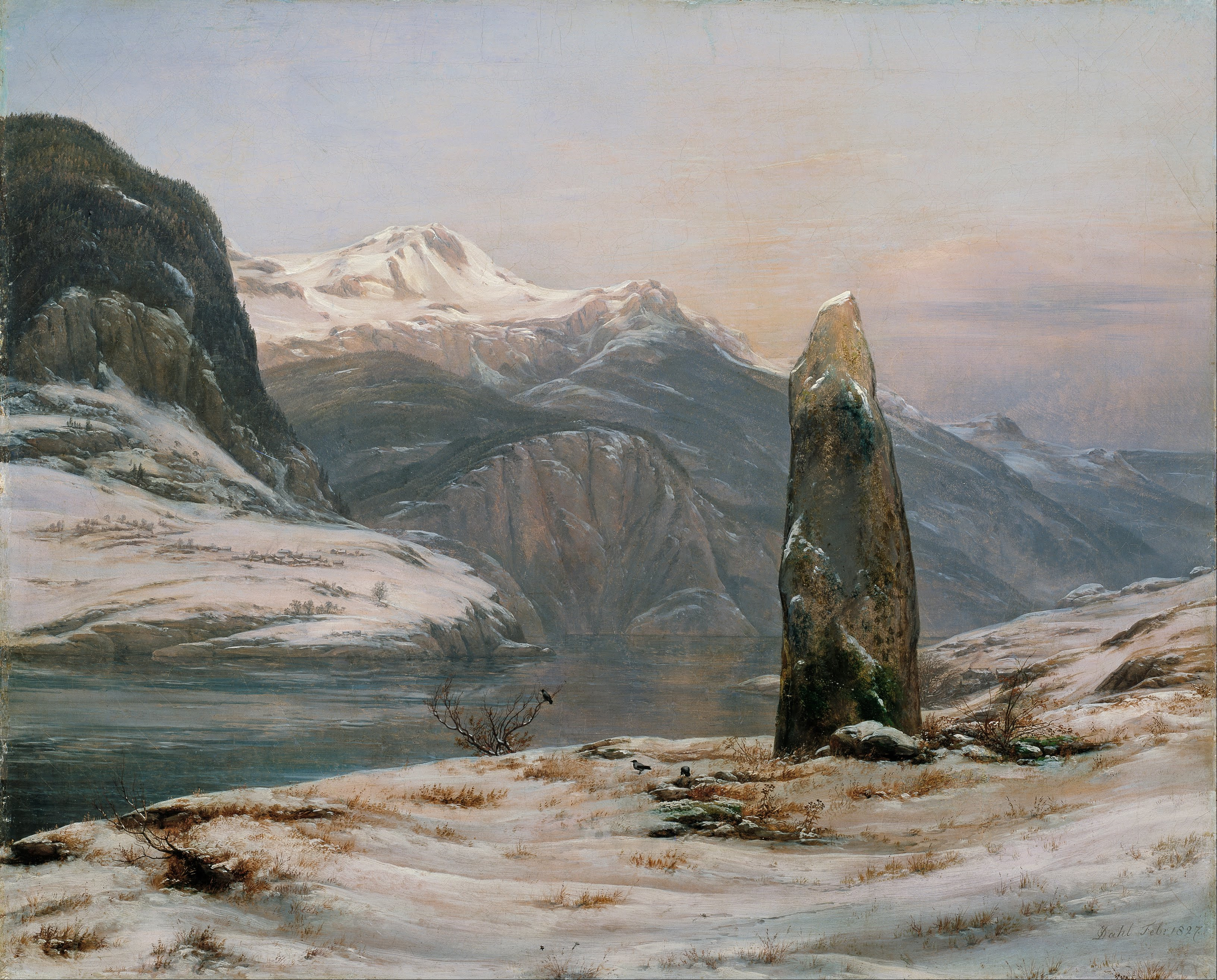
Картина руки Юхана Даля «Зима в Согне-фьорде», 1827

Подписав контракт с лейблом звукозаписи Head Not Found, группа приступила к работе над следующим альбомом, Bergtatt — Et Eeventyr i 5 Capitler, в 1993 году. После обновления состава Ulver принялись репетировать напротив зала, где играла Mayhem, а запись велась в Старом городе Осло. Первоначально альбом был запланирован как коллаборация с группой Gehenna, однако в процессе работы продолжительность Bergtatt значительно возросла, в результате чего альбом был выпущен как независимая работа группы Ulver. В центре сюжета стихов, написанных для песен, предстала история о женщине, заманенной в лес злыми существами.
Стихи были написаны Кристофером Рюггом, после чего Эрик Ланселот перевёл их на архаичный датско-норвежский язык. Группа чередовала экстремальный блэк-металлический стиль с чистым вокалом, акустическими гитарами и флейтами. Они вдохновлялись норвежскими народными песнями, такими как «Draumkvedet»; романтической литературой, средневековым и барочным искусствами Норвегии. Музыканты интересовались произведениями различных художников в лице Юхана Кристиана Даля и других деятелей. В интервью с группой журналист спросил о существующем слухе, что третий альбом группы Nettens Madrigal был записан в лесу. Ховард Йоргенсен опроверг это утверждение, однако добавил, что значительная часть Bergtatt записывалась в деревянной хижине. Выпуск состоялся в конце 1994 — начале 1995 года.

## Тематика альбома
Альбом Bergtatt, как и последующие два, — Kveldssanger и Nattens Madrigal, — входят в «блэк-металлическую трилогию», которые, являясь разными по звучанию, объединены тематикой природы и норвежской мифологии. Это выражается как влиянием мифологических сюжетов на сам альбом, так и выбором иллюстраций для их обложек. В качестве обложки для Bergtatt группа выбрала картину художника XIX века, изображающую норвежский склон с еловым лесом. В этом аспекте Кристофер Томпсон сравнивает визуальный стиль и музыку Ulver с Taake и Enslaved. В качестве нарратива был использован популярный в местном фольклоре сюжет о духах или троллях, заманивающих в чащу леса людей.
Каждая из песен представляет отдельную главу цельной истории, в которой рассказывается судьба заблудившейся девушки, в первой песне описывается тёмная сила, сокрытая в лесах. Далее по тексту, как видит Ким Форсберг, усматривается дуализм между светлым и тёмным — девушка, являясь христианкой, молится из-за страха перед темнотой и злыми существами, наблюдающими за ней. В конечном итоге девушка была настигнута силами зла. Форсберг видит в истории Кристофера Рюгга противопоставление традиционных верований христианству.
Язык стихов выполнен на архаичном варианте датского языка, чтобы, как говорит Андерс Лилленг, придать словам «стилистику XIX века, когда собирались эти народные сказки». На этом языке, так называемом датско-норвежском, говорила элита Норвегии во время союза государства с Данией. По мнению Пило Баптисте, на создание альбома повлияла поэзия классического норвежского автора Людвига Хольберга.

## Восприятие
| Оценки критиков | Оценки критиков |
| Источник        | Оценка          |
| --------------- | --------------- |
| AllMusic        | [ 8 ]           |
| metal.de        | [ 9 ]           |
| Pitchfork       | [ 10 ]          |
| Sputnikmusic    | [ 11 ]          |

Рецензент AllMusic Уильям Йорк высоко оценивает альбом, считая его «классикой жанра». Он отмечает, что звучание Bergtatt не является сильно агрессивным даже в тех моментах, когда вступают скоростные металлические проигрыши. Йорк слышит в стремительном блэке свою атмосферу из-за «отдалённости» звучания. Критик утверждает, что разнообразие вокальных и музыкальных стилей выделяет альбом среди прочих в жанре. Атмосферу альбома в целом Йорк описывает как «таинственную, меланхоличную и жуткую».
Журналист сайта Metal Injection Лорин Мерсер сказала, что Bergtatt — это «великолепное произведение», являющееся сочетанием «какофонии и красоты». Сперва альбом не понравился Мерсер, показавшись ей «незаконченным и глухим», однако спустя десять лет рецензент изменила своё мнение: «Bergtatt осмелился совершить мелодичный удар по жанру». По её ощущениям, вместо «холода и ужаса» от прослушивания металлической части альбома она испытывала «спокойствие». Стиль вокала Кристофера Рюгга журналистка сравнила с григорианским песнопением, а стиль коллектива — с Alcest и Agalloch. Sol, также из Metal Injection, рассказал о своих чувствах от прослушивания альбома: «Фолк-интеграция заставляет почувствовать себя в ледяных лесах Норвегии». Sol считает, что выход Bergtatt стал знаменательным событием в истории музыки, повлияв на эволюцию блэк-метала.
По мнению Ченнинга Фримена с сайта Sputnikmusic, Bergtatt в музыкальном плане находится между двумя остальными альбомами трилогии: полностью фолковым Kveldssanger и металлическим Nattens Madrigal. Рецензент полагает, что сочетание тяжёлого и мягкого звука подходит тем слушателям, которые ещё не начали слушать блэк-метал. Вокал Рюгга критик назвал «ангельским», а описывая стилистику пения, отметил «ритмичность» и «гипнотизм» голоса вокалиста, положительно оценивая при этом его скриминг, который «уступает лишь Варгу Викернесу». Фримен считает Кристофера Рюгга «самым разносторонним вокалистом» не только в блэк-метале, но и в других жанрах, а его «кричащий» вокал в начале заключительной песни альбома является одним из самых любимых моментов в истории музыки по мнению критика. Ченнинг Фримен называет гитарные риффы «запоминающимися», отдельно выделяя работу с акустикой и подбором аккордов. Одной из отличительных особенностей альбома была выделена качественная пост-обработка, нехарактерная для музыки подобных жанров. Ulver, утверждала Зои Кэмп из Pitchfork, смогли «сломать стилистические границы жанра» и создать почву для появления множества групп в будущем. По мнению рецензента, именно дебютная работа коллектива впервые соединила «светлый» фолк и «тернистый» метал.
Йоханнес Вернер из Metal.de также отмечает новизну стиля, используемого Ulver в дебютной работе. Вернер замечает отличный от типичного для того времени стиль исполнения группы. «Торжественные и грустные» мелодии идут вразрез с популярными тогда музыкантами, эксплуатировавшими образ сатанистов, таких как Евронимус. Вокал Рюгга из-за эффекта реверберации в некоторых моментах кажется критику «призрачным». Флейты, фортепиано и акустические гитары нашли своё место среди металлических риффов. Критик заключает, что «Bergtatt волшебно красив».
Bergtatt вошёл в список 100 лучших альбомов в жанре блэк-метала от портала Metal Storm, заняв 41 позицию по результатам голосования пользователей. Альбом также входит в список лучших альбомов 1995 года того же ресурса. К тому же альбом Ulver получил место в списке 40 лучших альбомов блэк-метала за всё время по версии журнала Metal Hammer. Дайал Паттерсон полагает, что выход Bergtatt стал «революционным» вкладом Ulver в жанр и наиболее ярким скрещиванием фолка и блэк-метала за всю историю.

## Список композиций
Альбом состоит из 5 композиций общей продолжительностью 34 минуты и 16 секунд. Авторство песен принадлежит Кристоферу Рюггу.
| №                   | Название                                   | Длительность |
| ------------------- | ------------------------------------------ | ------------ |
| 1.                  | «Capitel I: I Troldskog faren vild»        | 7:51         |
| 2.                  | «Capitel II: Soelen Gaaer Bag Aase Need»   | 6:34         |
| 3.                  | «Capitel III: Graablick Blev Hun Vaer»     | 7:44         |
| 4.                  | «Capitel IV: Een Stemme Locker»            | 4:01         |
| 5.                  | «Capitel V: Bergtatt - Ind I Fjeldkamrene» | 8:06         |
| Общая длительность: | Общая длительность:                        | 34:16        |

## Чарты
| Чарт (2019)                   | Высшая позиция |
| ----------------------------- | -------------- |
| Германия (Offizielle Top 100) | 69             |

## Участники записи
- Кристофер Рюгг — вокал
- Ховард Йоргенсен — гитара
- Торбьорн Педерсен — гитара
- Хью Мингей — бас-гитара
- Эрик Ланселот — ударные[1]